# Lahepera (jezioro)
Lahepera järv (est. Lahepera järv) – jezioro w Alatskivi w prowincji Tartu w Estonii. Położone jest na północ od miejscowości Alatskivi. Ma powierzchnię 100,4 hektara, linię brzegową o długości 7269 m, długość 2620 m i szerokość 550 m. Nad jego północnym brzegiem znajdują się dwie osady Lahe i Kesklahe.